# Minaccia atomica
Minaccia atomica (Seven Days to Noon) è un film del 1950 diretto da John e Roy Boulting.
È basato su un soggetto di Paul Dehn e James Bernard, per il quale vinceranno l'Oscar al miglior soggetto nel 1952.
Affronta la paura dell'atomica, un tema molto sentito nel 1950. 

## Distribuzione
Primo film con velati elementi science fiction degli anni '50 distribuito in Italia, nel dicembre 1950, «la fantastica storia di uno scienziato che voleva distruggere la più grande città del mondo» (come recitava la frase pubblicitaria sui manifesti: si riferisce a Londra, che all'epoca era in effetti la più grande città del mondo come numero di abitanti).

## Critica
Fantafilm definisce Minaccia atomica un "interessante thrilling fantapolitico, con un soggetto inconsueto per i tempi della guerra fredda, filmato con buon taglio documentaristico."